# Beauly (stacja kolejowa)
Beauly (ang: Beauly railway station) – stacja kolejowa w Beauly, w hrabstwie Highland, w Szkocji, w Wielkiej Brytanii. Jest to pierwszy przystanek po stacji Inverness, na Kyle of Lochalsh Line i Far North Line. Stacja została otwarta w 1862 roku wraz z budową Inverness and Ross-shire Railway, posiadała dwa perony. Stacja została zamknięta w 1960 roku.
Po lokalnej kampanii, stacja została ponownie otwarta w 2002 roku. Nowy peron, zadaszenie i parking zostały zbudowane za kwotę 250 000 funtów. Peron ten jest jednym z najkrótszych w Szkocji, ma taką długość, że mieści się tylko jeden wagon. Zwykle jest obsługiwana przez pociągi klasy 158. Pierwotny budynek dworca jest obecnie wykorzystywany jako biura i mieszkania.
Na przełomie 2008/09 z usług stacji skorzystało 52 422 pasażerów.